# Volksgarten (Letmathe)

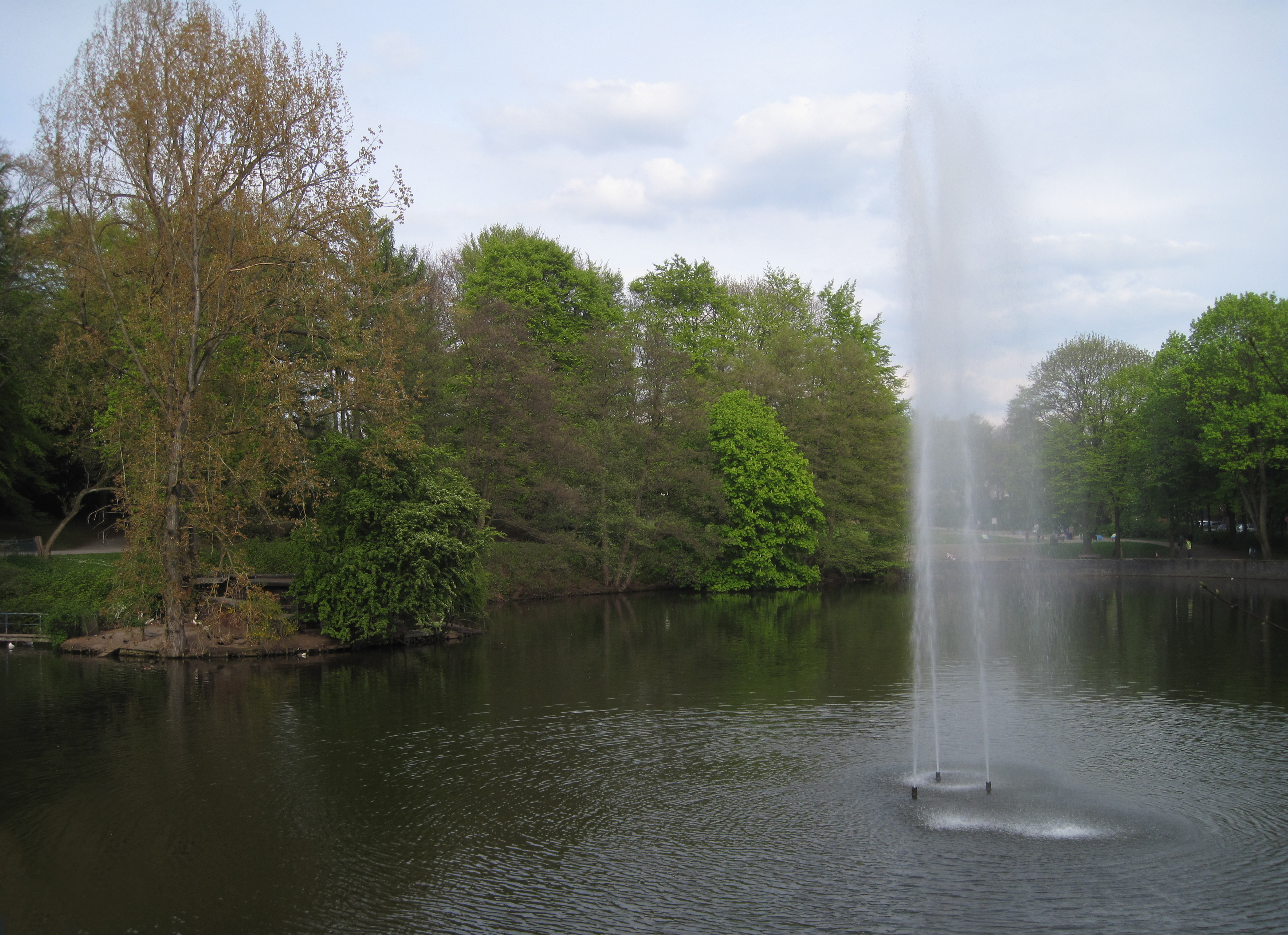
Volksgartenteich mit Fontäne und Vogelinsel

Der Volksgarten Letmathe ist eine öffentliche Parkanlage im Iserlohner Stadtteil Letmathe. Die Anlage mit altem Baumbestand, Rasenflächen, einem Teich mit Fontäne und zwei Spielplätzen hat eine Größe von etwa 3,5 Hektar.

## Geschichte
Erste Überlegungen zur Errichtung einer Parkanlage entstanden als Projekt Volksgarten durch eine Bürgerbewegung unter Führung des Bürger- und Verkehrsvereins (später Heimatverein Letmathe) im Jahr 1921, da die Waldbesitzer der Bevölkerung bei Androhung von Strafen verboten, ihre Waldflächen zu betreten. Aufgrund leerer Kassen nach dem Ersten Weltkrieg und der Inflation fehlten der Gemeinde die nötigen Mittel für eine schnelle Ausführung des Projekts. Mit Unterstützung des Bürger- und Verkehrsvereins und dem Engagement der Bevölkerung erbrachten Konzerte der Letmather Gesangvereine, Basare, eine Saalkirmes im Februar 1925 sowie eine Wald- und Gartenbau-Lotterie bis 1926 15.000 Reichsmark (RM). Mit weiteren aus der Gemeindekasse stammenden 10.000 RM konnte ein 15 Morgen großes Grundstück aus der bis 1924 Klusenwiese genannten Grünfläche vom Fürst zu Bentheim in Erbpacht übernommen werden. Nach einem Klausner, der hier an einer Wagenfurt am Flehmer Bach wohnte, erhielt die Klusenwiese ihren Namen. 1928 schrieb man den Bau eines Volksgartens aus. Der Entwurf des Düsseldorfer Gartenarchitekten Josef Buerbaum (1877–1961) erhielt die größte Zustimmung.

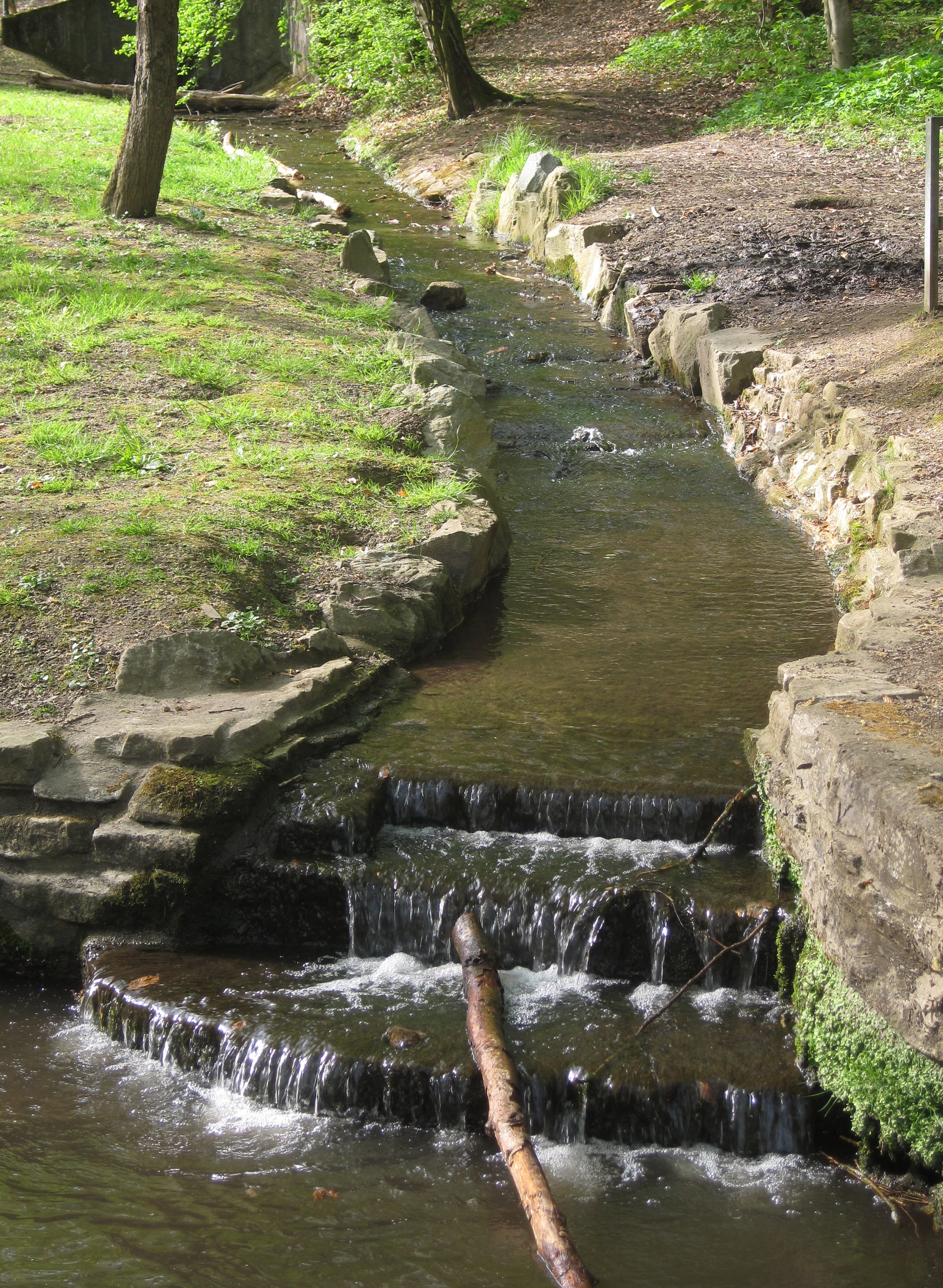
Flehmer Bach

Am 8. November 1932 beschloss die Gemeinde den Bau des Volksgartens Letmathe nach vom Amtsbaumeisters Jaeger angepassten Plänen Buerbaums. In der muldenartigen Bodensenkung der Klusenwiese entstand ein Teich mit einer Rundmauer an seiner Südseite, der als Anlegeplatz für Boote gedacht ist. Gespeist wird der Teich durch den von Norden kommenden Flehmer Bach. Nach gut eineinhalb Jahren war die Herstellung des Volksgartens abgeschlossen. Die Arbeiten wurden damals als so genannte Notstandsarbeiten, die dem Gemeinwohl dienten, unter anderem von bis zu 50 Erwerbslosen ausgeführt. Anpflanzungen erfolgten durch den örtlichen Gärtner Josef Metzler, der auch zuvor die Entwürfe dafür eingereicht hatte.
Auf Vorschlag der Zentrumspartei beschloss die Gemeinde am 31. März 1933, den Volksgarten nach dem Nationalsozialisten Albert Leo Schlageter zu benennen. Am 24. August 1934 wurde die Grünanlage als „Schlageterpark“ der Öffentlichkeit übergeben. 1942 konnte die Gemeinde die Grundstücke der Klusenwiese käuflich erwerben. 
Nach dem Zweiten Weltkrieg wurde der Park 1945 in „Volksgarten Letmathe“ umbenannt. In den folgenden Jahren wurde das Gelände nach Norden und Osten wesentlich vergrößert. Auch Umgestaltungen fanden statt. Beleuchtung und erste Lichtfeste mit Feuerwerk gab es ab den 1950er-Jahren.
1978 wurde im Volksgarten eine Konzertmuschel mit einer Grundfläche von ca. 40 m² und Nebengebäuden errichtet. Bis 1978 fanden musikalische Veranstaltungen auf dem Rondell der Rundmauer des Teiches statt.

## Beschreibung
Der Volksgarten mit seiner Gesamtfläche von etwa 3,5 Hektar wird im Norden begrenzt durch die Bundesautobahn 46, im Osten durch die Bebauung am Eichendorffweg. Südlich des Parks erstreckt sich die Berliner Allee und westlich die Fontanestraße. Ein Wegenetz mit zahlreichen Ruhebänken lädt zum Verweilen ein. Ein „Generationen-Fitnessparcours“ mit zehn Stationen und ein Bouleplatz befinden sich seit Mai 2015 im Park. Auf den Spielplätzen im südöstlichen und nördlichen Bereich der Grünanlage befinden sind Geräte zum Turnen, Rutschen und Klettern. 
Zu regelmäßig stattfindenden Veranstaltungen gehören unter anderem die „Musik im Park“ zum Feiertag Christi Himmelfahrt und das „Klang- und Lichterfest“ im Sommer.

## Kunst im Park
Am südwestlichen Eingang stand ab den 1960er-Jahren auf einem Sockel die steinerne Skulptur „Berliner Bär“ als Symbol innerdeutscher Verbundenheit. Die durch Vandalismus beschädigte Skulptur wurde 2005 originalgetreu aus Stahlguss erneuert. Auf dem Sockel befindet sich die Inschrift „Berlin 483 km“. Als weiteres Kunstwerk steht seit April 2015 im südlichen Parkbereich die Bronze-Skulptur „Emissary Cat“ (Die abgesandte Katze) der britischen Bildhauerin Laura Ford. Ein Zunftbaum mit 24 historischen Zunftzeichen der zusammengefassten Innungen im Märkischen Kreis steht auf der Terrasse am See.

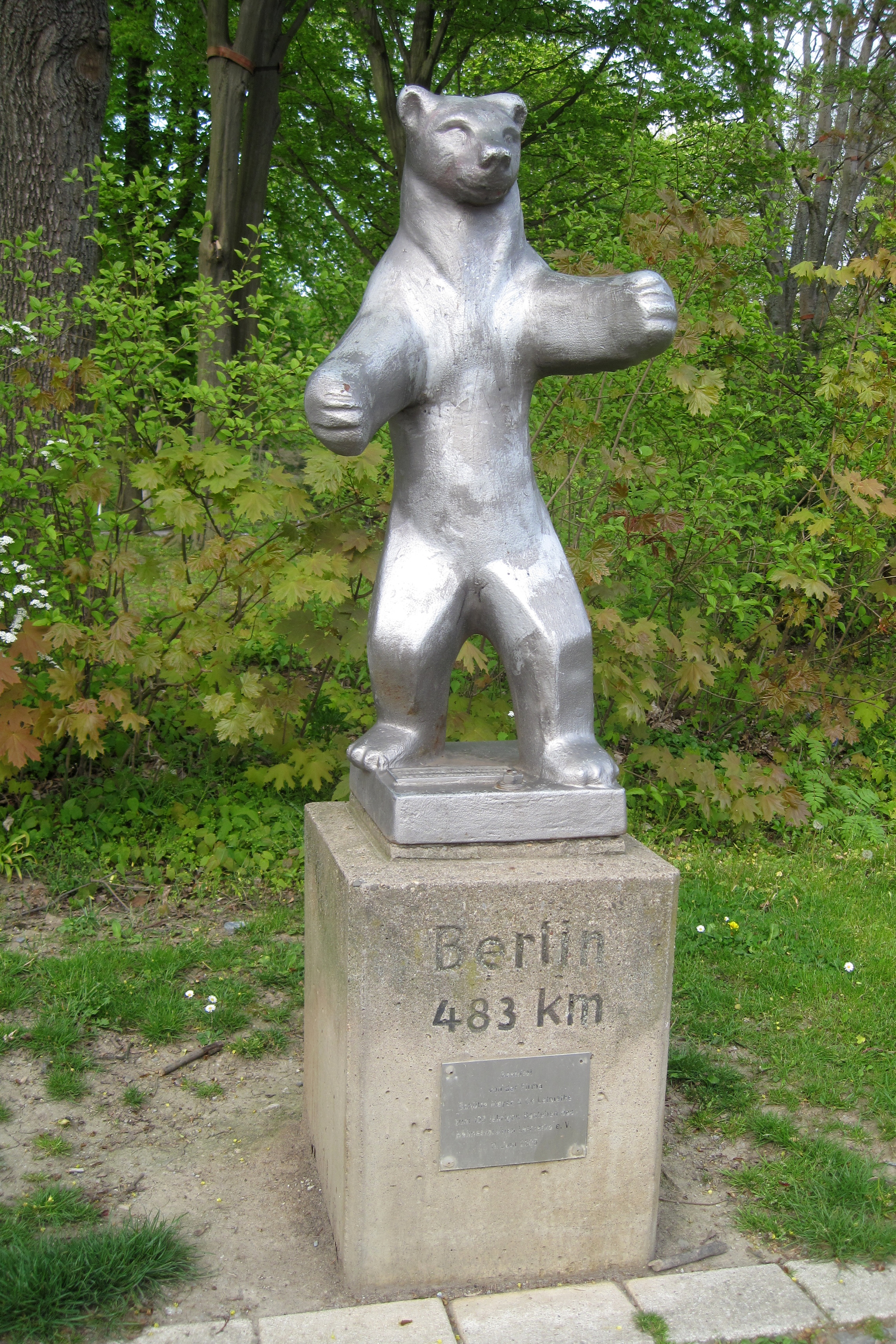
Berliner Bär
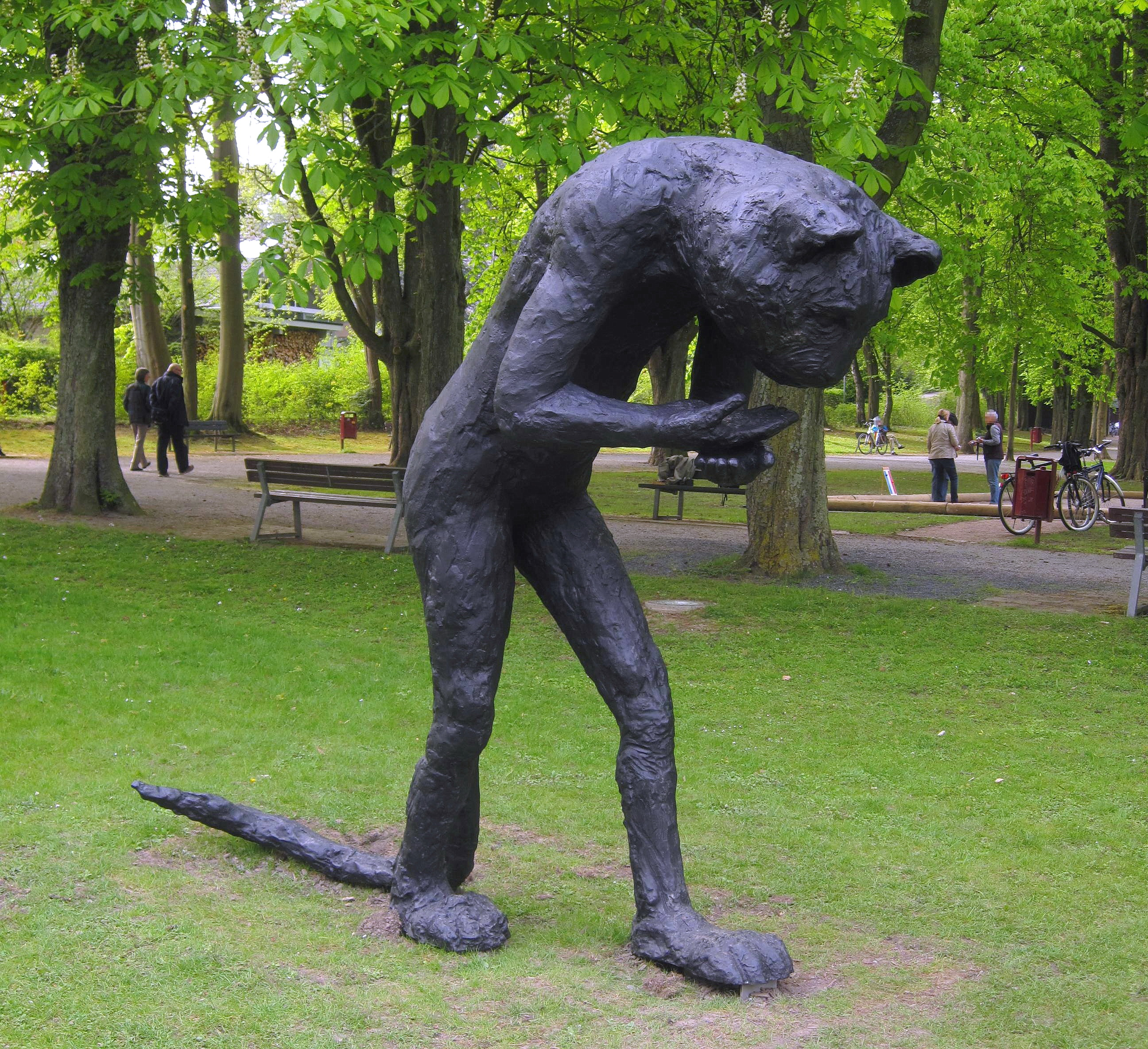
Emissary Cat
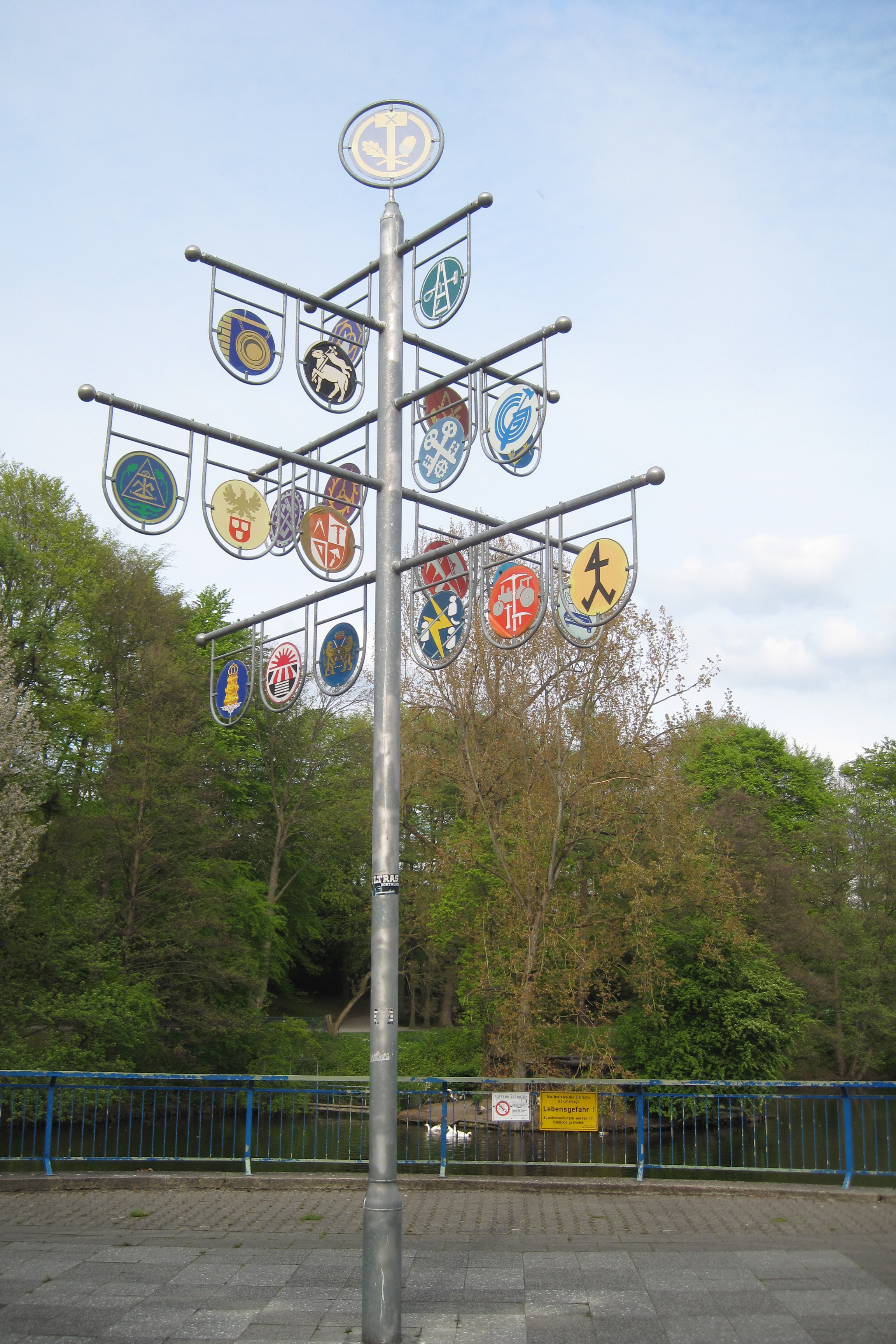
Zunftbaum
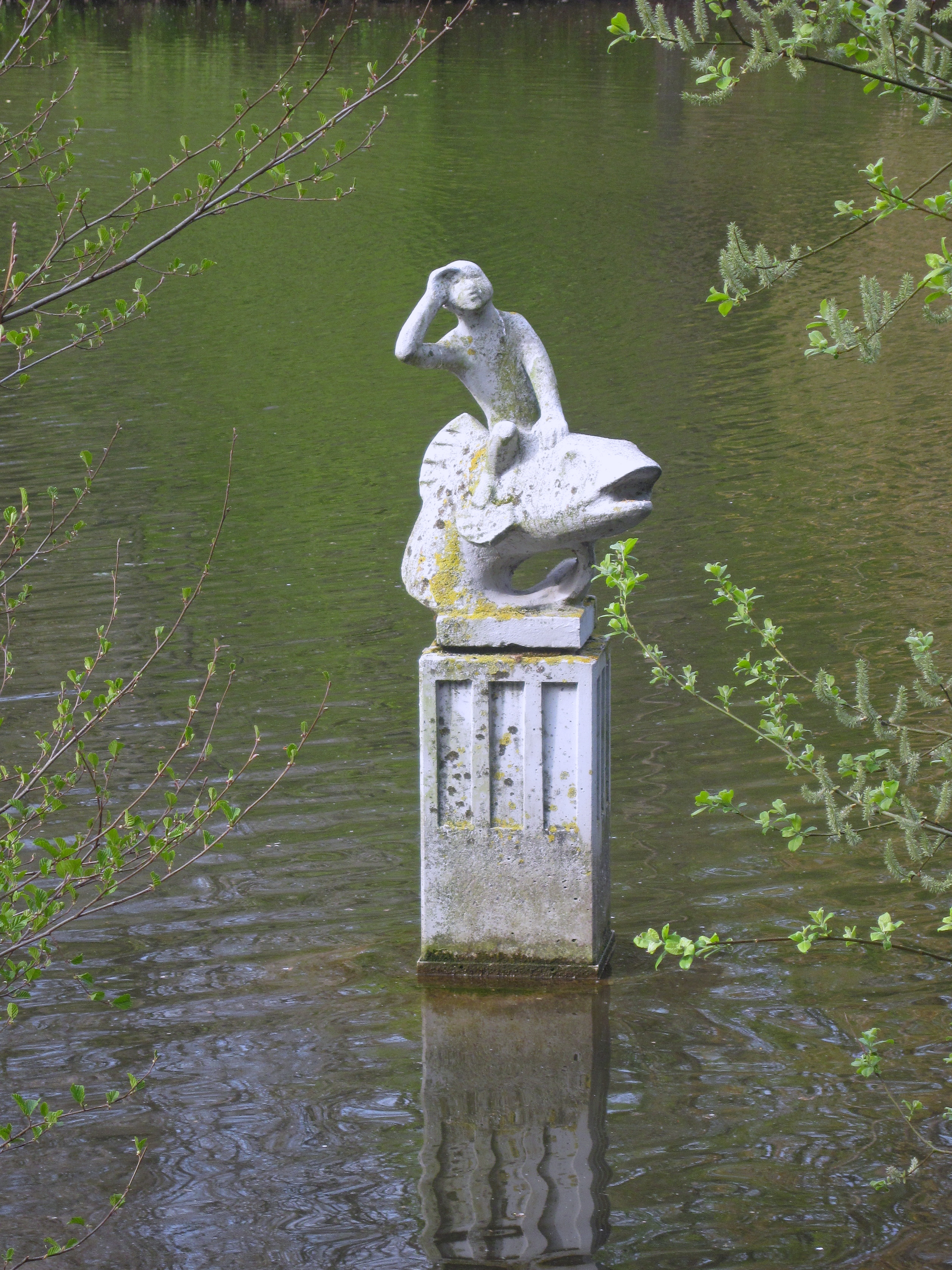
Skulptur im Teich